# Gulo
Gulo is een bestuurslaag in het regentschap Aceh Tenggara van de provincie Atjeh, Indonesië. Gulo telt 443 inwoners (volkstelling 2010).